# Alburnoides fangfangae
Alburnoides fangfangae är en fiskart som beskrevs av Bogutskaya, Zupancic och Naseka 2010. Alburnoides fangfangae ingår i släktet Alburnoides och familjen karpfiskar. Inga underarter finns listade i Catalogue of Life.
Artepitet i det vetenskapliga namnet hedrar iktyologen Fang Fang Kullander.
Denna fisk lever endemisk i floden Osum i centrala Albanien. Den blir upp till 73 mm lång. I ryggfenan finns 12 mjukstrålar och inga taggstrålar. Arten har i analfenan 15 till 18 mjukstrålar och inga taggstrålar. Alburnoides fangfangae hittas främst i områden 825 meter över havet där floden är två meter bred.